# 焕古镇
焕古镇，是中华人民共和国陕西省安康市紫阳县下辖的一个乡镇级行政单位。

## 行政区划
焕古镇下辖以下地区：
宦姑街道社区、宦姑村、春堰村、金塘村、蜡烛村、大连村、刘家河村、东红村、东河村、黑龙池村、三坝村、苗溪村和松河村。